# 鄧禹平
鄧禹平（1925年10月5日—1985年12月21日），筆名夏萩、雨萍，四川三台縣三元鎮人，作詞家、詩人、電影導演、畫家，以電影《阿里山風雲》插曲高山青（阿里山的姑娘）聞名。

## 生平

### 早年
鄧禹平生於四川省三台縣三元鎮，在三台中學念書主辦《墨潮週刊》，並因受到遷來的東北大學學生影響，參加宣傳愛國的學生劇團。他本想高中畢業後念成都藝專圖畫音樂科，但家人反對，便進入附近的東北大學就讀文學系。但鄧禹平在1944年決定報考重慶的中央電影製片廠演員劇團，放棄大學文憑。
抗戰勝利後，鄧禹平隨著中央製片廠遷回上海，認識了張徹。1949年2月，柳中浩兄弟主持的國泰影業公司，派出徐欣夫、張徹等人《阿里山風雲》外景隊赴臺灣拍攝，暫住於臺北市青田街。隨劇組到臺灣的鄧禹平，與讀中學時就認識、重慶女子師範學校畢業的女友白玫分離。同年5月20日，中興輪從上海開往臺灣最後一班，兩岸斷航。

### 寫出高山青歌詞
徐欣夫決定留在臺灣，並以分紅入股方式留住劇組，於1949年6月到花蓮縣拍攝《阿里山風雲》。鄧禹平就隨劇組到花蓮縣吉安鄉取景並插一角，又在張徹委託下寫兩首《阿里山風雲》插曲椰樹之歌、高山青。在高山青作曲的周藍萍引介下，劇組邀請正讀北一女中高二的陳明律擔任幕後主唱。電影上映前，高山青就已先於中廣公司播放。1950年3月16日，《阿里山風雲》上映。
後來，鄧禹平將高山青歌詞收錄到他的詩集《藍色的小夜曲》裡。藍星詩社覃子豪曾評論鄧禹平的詩有愛情的純真、樸素、自然。
鄧禹平在1955年春結婚，為一位參與灌製高山青合唱的女學生，聲樂家李義珍妹妹。結婚當天，還特地以高山青作結婚曲子。婚後，育有兩男。

### 轉換行業
鄧禹平在臺灣陸續以「夏狄」、「雨萍」等筆名創作作品。在反共戲劇上，鄧禹平先替中國電影製片廠與農業教育電影公司寫出《惡夢初醒》電影劇本。《惡夢初醒》就由《阿里山風雲》主演藍天虹飾演。1951年，鄧禹平創作話劇《大陸之戀》，描寫一位海防男軍官在海防前線遇到了十幾年前的女友，但為了國家還是捨棄私情。之後，1955年，鄧禹平以韓戰為背景，寫出劇本《自由何價》。1959年，他與潘星合作，編寫成1959年韓戰電影《一萬四千個證人》劇本。
鄧禹平失業期間，常去唱過高山青張茜西的家裏。張茜西因丈夫藍天虹與一位女學生有曖昧關係，而家庭不和。對於鄧禹平為何晚年會妻離子散，朋友並不知情。
1959年，鄧禹平作為《華僑日報》梁蘊明投資拍攝的《玫瑰戀》電影導演，11月30日殺青。此電影拍攝途中，鄧禹平未能解決石韻、金楓兩位女演員糾紛，影響拍攝。次年於花蓮縣鳳林鎮上映時，引起商人陳旺泉的元和戲院、議員方建煌的鳳林戲院兩家爭奪票房，鬧到方建煌教唆流氓去對方處縱火。
1963年11月12日到21日，鄧禹平在國立藝術館第一次公開展覽他的人像畫作。當時劉其偉評論鄧禹平的人物畫，在美術解剖學上不足，沒表現對象的神情與性格等。鄧禹平曾展出為女友白玫作的畫，引起林海音好奇。

### 繼續寫詞
鄧禹平自認遺憾的是自從高山青之後，多年來沒有更滿意的歌詞作品出現。在封筆約二十年之後，1979年間，鄧禹平寫出下雨天的週末等。在陶曉清主持的中廣「熱門音樂」廣播節目舉辦的「六十八年民歌排行榜」上，此曲排行第十九名。潘越雲我的思念、陳淑樺傘的宇宙、陳明韶下雨天的週末、潘麗莉並不知道及施孝榮唱除非等，都是鄧禹平近六旬時所產出。其中，我送你一首小詩傳到中國大陸，由朱逢博演唱後，引起轟動。1981年12月29日，國軍文藝活動中心，鄧禹平因傘的宇宙，獲得第六屆金鼎獎作詞獎。

### 獲眾人幫助
1982年4月，鄧禹平因高血壓中風，在榮民總醫院治療兩個月後，住在台北縣新店鎮頤苑養老院。中風後，他就以剪貼報刊雜誌上有關高山青或自己的報導，來打發時間。年末12月，《聯合報》記者黃北朗報導，鄧禹平晚景淒涼，連新詩集《我存在，因為歌，因為愛》都沒有出版社願意出。該月18日，韓效忠聽聞素昧平生的鄧禹平經濟欠佳，就捐出新台幣三萬元。

#### 幫助詩集出版
經《聯合報》披露，林海音決定替鄧禹平出詩集。1983年12月18日，鄧禹平委託摯友鍾光榮與純文學出版社簽約，獲預支版稅新台幣五萬元。詩集由席慕蓉議助素描廿幅、抄譜的員工劉海林將所得酬勞捐出。
收錄鄧禹平八十六首詩詞的《我存在，因為歌，因為愛》在1984年出版一年間就印到第四版，暫時解決作者經濟困難。5月6日，國家文藝基金管理委員會宣布，鄧禹平因《我存在，因為歌，因為愛》獲得國家文藝獎。

#### 協助登上阿里山
鄧禹平平生有兩大心願，其一是寫出新高山青。其二是登臨阿里山。1983年12月13日清晨6點半，鄧禹平在林二、范光陵、王海玲、麥瑋婷陪同下，首次登上阿里山脈祝山，在望向玉山昇起的日光中，一齊高唱高山青。

#### 推廣歌詞作品
1983年12月21日，國立國父紀念館，鄧禹平擔任金鼎獎唱片類作詞頒獎人。
中華民國民俗藝術詩歌創作基金在1984年2月12日台北市立社教館舉行鄧禹平先生作品發表會，由阿里山國際獅子會會長康杏生等贊助門票。當晚，由陳明韶、陳淑樺、施孝榮、黃大城、邰肇玫、范廣慧、潘麗莉、王海玲、張德蓉、王莉茹、蔡淑慎、上官明莉、張素綾、林靈、台北青年樂團、台灣省合作金庫合唱團分別演唱鄧禹平的二十四首歌詞作品。鄧禹平聽到林靈演唱他寫、葉佳修作曲的三個字，深受感動，當即叮囑日若灌錄唱片，由林靈來詮釋。
1984年6月7日，行政院文化建設委員會策劃的「歌我中華」徵選十首歌曲，鄧禹平作詞唱唱唱發光入選。

### 去世
1984年，鄧禹平與同鄉、中學同學羅忠鎔取得聯繫，才連繫上白玫。8月19日，鄧禹平再度中風昏迷，而入住新店耕莘醫院。住院這近兩個月，醫療費用就高達十八萬元，又無親人負擔。鄧禹平腦部細胞遭到嚴重破壞，已不能言語。去年協助鄧禹平達成他登山心願的嘉義地區獅子會成員康杏生、王連芳、張平子、吳金樹、曾藤淵等人紛紛掏錢捐助醫療費。
1985年12月21日上午11時，鄧禹平在空軍總醫院加護病房病逝，無親人陪伴。

## 身後
1986年1月25日晚11點，警察廣播電台「平安夜」節目播放潘越雲我的思念、陳明韶下雨天的周末、及王夢麟離開你走近你等鄧禹平所寫歌詞。次月，鄧禹平最後一首歌詞作品三個字，由林靈灌成唱片上市。
1988年，白玫去世。四川的孫才傑將鄧禹平與白玫的戀愛寫成小說《世纪绝恋》，2001年出版。
林務局嘉義林管處為於2016年3月10日，舉辦鄧禹平先生紀念音樂會，演唱高山青、下雨天的週未、我的思念等歌曲。
2023年6月9日至11日，四川文化艺术学院在北京演出改編《世纪绝恋》的音乐剧《恋曲》。